# Noémie Schmidt
Pour les articles homonymes, voir Schmidt.
Noémie Schmidt, née le 18 novembre 1990,, à Sion, est une actrice suisse.

## Biographie
Fille d'un avocat et d'une biologiste, Noémie Schmidt s'intéresse au spectacle dès l'enfance,. De 2004 à 2008, elle chante dans le chœur de garçons et de filles de la Schola de Sion (Canton du Valais en Suisse), qui la forme pour cela à la technique vocale et au chant classique,. Après un voyage aux États-Unis, elle part s'installer à Bruxelles où elle étudie le théâtre à école internationale de théâtre Lassaad et donne des cours de chant à des enfants au Théâtre royal de la Monnaie.

### Carrière

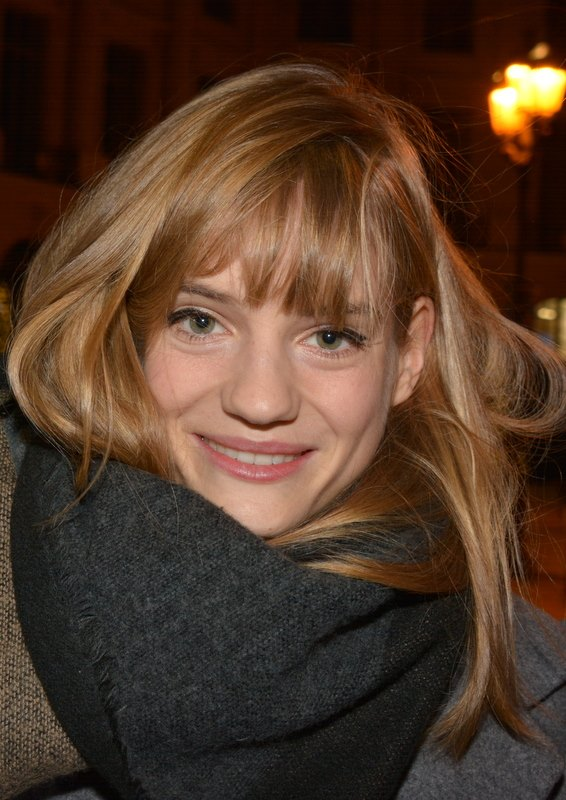
Noémie Schmidt en 2016.

Elle fait ses débuts à l'écran en 2012, dans un court métrage d'Ewa Brykalska intitulé Coda. Son interprétation est remarquée et elle décroche plusieurs prix dans des festivals dédiés aux courts métrages.
Repérée pour son talent, elle tourne en 2013 pour la télévision dans Toi que j'aimais tant d'après Mary Higgins Clark, puis dans Le premier été de Marion Sarraut, en 2014.
Cette année-là, elle fait ses premiers pas au cinéma dans un long métrage, La Fille sûre de Victor-Emmanuel Boinem. Elle décroche ensuite le rôle-titre de L'Étudiante et Monsieur Henri, en 2015, aux côtés de Claude Brasseur. Le film lui vaut une pré-sélection aux César parmi les révélations,. La même année, elle interprète le rôle d'Henriette d'Angleterre dans la série Versailles sur Canal+.
En 2016, le film Radin ! où elle interprète la fille d'un homme qui a beaucoup à perdre s'il continue à entretenir son avarice, interprété par Dany Boon, engendre dès son premier jour 136 272 entrées sur le territoire français.
En 2017, elle devient l'égérie du parfum Mademoiselle de Rochas.
En 2019, Noémie Schmidt joue le rôle d'Anna dans le film d'Élisabeth Vogler Paris est à nous. Le film est expérimental, réalisé grâce au financement participatif et distribué sur la plateforme Netflix.
En 2020, elle coécrit et joue dans le nouveau film d’Elisabeth Vogler Années 20 qui est sélectionné en compétition internationale et reçoit le prix de la cinématographie au festival du film de Tribeca à New York. Tourné comme un plan-séquence, le film sort en 2022.
En 2020, elle joue dans le clip L’Appart vide de la chanteuse Suzane.
Depuis 2020, elle tient l'un des principaux rôles de la série 3615 Monique, qui relate l'histoire de trois étudiants qui lancent un service érotique grâce au Minitel.
En 2021, elle est jurée au Festival du film francophone d'Angoulême sous la présidence de Nicole Garcia et aux côtés de Reda Kateb, Leïla Kaddour, Antonin Baudry et Marie NDiaye.
En 2023, elle joue le rôle de Susan Travers dans le film d'Antonin Baudry De Gaulle - partie 1: La France Libre.
En 2024, elle co-écrit et co-met en scène avec Joris Avodo la pièce de théâtre pluridisciplinaire La nuit n'en finira donc pas..? jouée à l'automne.

## Mise en scène
- 2024: La Nuit n'en finira donc pas..? de Noémie Schmidt et Joris Avodo

## Théâtre
- 2003 : Ubu roi d'Alfred Jarry : la mère Ubu
- 2021 : Antigone de Sophocle : Antigone
- 2024: La Nuit n'en finira donc pas..? de Noémie Schmidt et Joris Avodo : Elle-même

## Filmographie

### Cinéma

#### Longs métrages
- 2015 : L'Étudiante et Monsieur Henri d'Ivan Calbérac : Constance Piponnier
- 2016 : Radin ! de Fred Cavayé : Laura
- 2016 : For This Is My Body de Paule Muret
- 2018 : L'Amour flou de Romane Bohringer et Philippe Rebbot : Léa
- 2018 : Le Formidable Envol de Motti Wolkenbruch de Michael Steiner : Laura[20]
- 2019 : Paris est à nous d'Élisabeth Vogler : Anna
- 2020 : Les Vétos de Julie Manoukian : Alexandra
- 2021 : Années 20 d'Élisabeth Vogler : Blanche
- 2021 :  Le Monde après nous de Louda Ben Salah-Cazanas : Suzanne
- 2026 : De Gaulle d'Antonin Baudry

#### Courts métrages
- 2012 : Coda d'Ewa Brykalska : La fille
- 2013 : Le Ruban jaune d'Adrien Lengrand : La ballerine
- 2014 : Dolça de Laure Bourdon Zarader
- 2014 : Locanda de Lucas Pannatier : Lily
- 2014 : Julia de Maud Neve et Nora Burlet : Élise
- 2016 : Les Incapables de Roxanne Gaucherand : Constance
- 2017 : Béton squelettique d'Ewa Brykalska : Nono

### Télévision

#### Séries télévisées
- 2015 - 2017 : Versailles : Henriette d'Angleterre
- 2018 : La Trêve : Sophie Bastin
- 2019 : À l'intérieur : Lieutenante Angèle Maury
- 2020 - 2022 : 3615 Monique : Stéphanie Roussel
- 2022 : Délits Mineurs : Anaïs
- 2024 : Anthracite : Ida Heilman

#### Téléfilms
- 2013 : Toi que j'aimais tant d'Olivier Langlois : Pauline
- 2014 : Le Premier Été de Marion Sarraut : Angélique adolescente
- 2017 : La Lumière de l'espoir (La llum d'Elna) de Sílvia Quer : Élisabeth Eidenbenz
- 2020 : Faux Semblants de Akim Isker : lieutenant Valentine Ventura

## Scénariste
- 2021 : Années 20 d'Élisabeth Vogler

## Distinctions
- Festival Premiers Plans d'Angers 2013 : Mention spéciale du jury films d'école européens pour Coda[21]
- Un festival c'est trop court ! 2013 : Prix d'interprétation féminine pour Coda[22]
- Festival Côté court de Pantin 2013 : Prix d'interprétation féminine pour Coda[23]
- Festival du film de Cabourg 2016 : Prix premier rendez-vous pour une actrice pour L'Étudiante et Monsieur Henri[24]